# Сенат Сент-Люсии
Сенат Сент-Люсии — одна из двух палат парламента Сент-Люсии. Является верхней палатой и состоит за 11 назначаемых членов. Все члены сената назначаются генерал-губернатором, 6 из которых назначаются по рекомендации премьер-министра, 3 по рекомендации лидера оппозиции, и ещё 2 независимых членов генерал-губернатор назначает по своему усмотрению. Срок полномочий сената составляет 5 лет.

## История
Сенат Сент-Люсии был учреждён в 1979 году, когда страна обрела независимость.

## Требования для избрания
Для избрания в сенат необходимо быть гражданином Содружества, достигшим 21-летнего возраста, проживать на Сент-Люсии не менее 5 лет до назначения, уметь читать и говорить по-английски.
Министры и парламентские секретари избираются из числа сенаторов и членов Ассамблеи Сент-Люсии.

## Состав сената
Сенаторы от правительства:
- Полин Антуан Проспер
- Губион Фердинанд
- Альвина Рейнолдс
- Лиза Кассандра Джавахир
- Кайгианна Туссен-Чарли

Сенаторы от оппозиции:
- Доминик Феди
- Герод Станислав
- Анджелина Фера Полиус

Независимые сенаторы:
- Нурани Азиз
- Дил А. Л. Ли

## Президент сената
Президент сената является спикером сената и председательствующим на заседаниях. Он представляет сенат в отношениях со следующими инстанциями: 
- генерал-губернатором;
- исполнительной властью;
- палатой представителей;
- людьми вне парламента;
- за границей.

В настоящее время президентом сената является Стенли Феликс.